# Discografia dei Ministri
In questa voce è riportata la discografia dei Ministri, band rock italiana attiva dagli anni Duemila.

## Album
| Anno                                                    | Titolo | Classifiche |
| Anno                                                    | Titolo | ITA         |
| ------------------------------------------------------- | --- | ----------- |
| 2006                                                    | I soldi sono finiti - Pubblicato: 14 giugno 2006 - Etichetta: Otorecords - Maninalto! Records - Formati: CD, download digitale        | 99          |
| 2009                                                    | Tempi bui - Pubblicato: 6 febbraio 2009 - Etichetta: Universal Music Group - Formati: CD, download digitale                           | 64          |
| 2010                                                    | Fuori - Pubblicato: 12 ottobre 2010 - Etichetta: Universal Music Group - Formati: LP, CD, download digitale                           | 15          |
| 2013                                                    | Per un passato migliore - Pubblicato: 12 marzo 2013 - Etichetta: Godzillamarket, Warner Music Italy - Formati: CD, download digitale  | 7           |
| 2015                                                    | Cultura generale - Pubblicato: 18 settembre 2015 - Etichetta: Godzillamarket, Warner Music Italy - Formati: LP, CD, download digitale | 3           |
| 2018                                                    | Fidatevi - Pubblicato: 9 marzo 2018 - Etichetta: Woodworm - Formati: LP, CD, download digitale                                        | 3           |
| 2022                                                    | Giuramenti - Pubblicato: 6 maggio 2022 - Etichetta: Woodworm - Formati: LP, CD, download digitale                                     | 15          |
| "—" indica una pubblicazione che non si è classificata. | |             |

## Extended play
| Anno | Titolo |
| ---- | --- |
| 2008 | La piazza EP - Pubblicato: 6 giugno 2008 - Etichetta: Black Out, Universal Music Group - Formati: Vinile, CD             |
| 2021 | Cronaca nera e musica leggera - Pubblicato: 14 maggio 2021 - Etichetta: Woodworm, Universal - Formati: Vinile, streaming |

### EP dal vivo
| Anno | Titolo |
| ---- | --- |
| 2024 | Live @ MI AMI Festival - Pubblicato: 21 giugno 2024 - Etichetta: Nigiri - Formati: download digitale, streaming |

## Singoli
| Anno | Titolo                                | Album di provenienza          |
| ---- | ------------------------------------- | ----------------------------- |
| 2009 | Tempi bui                             | Tempi bui                     |
| 2009 | Bevo                                  | Tempi bui                     |
| 2010 | Il sole (è importante che non ci sia) | Fuori                         |
| 2010 | Gli alberi                            | Fuori                         |
| 2013 | Comunque                              | Per un passato migliore       |
| 2013 | Spingere                              | Per un passato migliore       |
| 2013 | Una palude                            | Per un passato migliore       |
| 2015 | Estate povera                         | Cultura generale              |
| 2015 | Idioti                                | Cultura generale              |
| 2018 | Fidatevi                              | Fidatevi                      |
| 2018 | Tra le vite degli altri               | Fidatevi                      |
| 2018 | Fumare                                | N.D.                          |
| 2019 | Inverno                               | Faber nostrum                 |
| 2019 | Un viaggio                            | N.D.                          |
| 2021 | Peggio di niente                      | Cronaca nera e musica leggera |
| 2022 | Numeri                                | Giuramenti                    |
| 2022 | Scatolette                            | Giuramenti                    |
| 2022 | Da quel momento in poi                | N.D.                          |

## Videografia

### Video musicali
| Anno | Titolo                  | Regista/i                                          |
| ---- | ----------------------- | -------------------------------------------------- |
| 2009 | Tempi bui               | Cosimo Alemà                                       |
| 2009 | Bevo                    | Francesco Collinelli e Don Daniele Torza           |
| 2009 | La faccia di Briatore   | Alberto Sansone                                    |
| 2009 | E poi si spegne tutto   | Roberto "Saku" Cinardi e Valentina Be              |
| 2010 | Il Sole                 | Marco Proserpio                                    |
| 2010 | Gli alberi              | Roberto "Saku" Cinardi                             |
| 2011 | Tutta roba nostra       | Fabio D'Orta                                       |
| 2011 | Noi fuori               | Marco Prosperpio, Jacopo Farina per Sterven Jonger |
| 2013 | Comunque                | Marco Prosperpio, Jacopo Farina per Sterven Jonger |
| 2013 | Spingere                | Marco Prosperpio, Jacopo Farina per Sterven Jonger |
| 2013 | Una palude              | Lorenzo Gorini e Alessandro Calini                 |
| 2015 | Estate povera           | Imperat                                            |
| 2015 | Idioti                  | Davide Fois                                        |
| 2018 | Fidatevi                | Jacopo Farina                                      |
| 2018 | Tra le vite degli altri | Martina Pastori e Anna Adamo                       |
| 2018 | Fumare                  | Marcello Calvesi                                   |
| 2019 | Inverno                 | Marco Pellegrino                                   |
| 2019 | Un viaggio              | Sylvia Massy                                       |
| 2021 | Peggio di niente        | Marco Pellegrino                                   |
| 2021 | Numeri                  | Ministri e Lorenzo Santagada                       |
| 2022 | Scatolette              | Federico Frefel e Davide Perego                    |